# サウンドライズ
株式会社サウンドライズ（英称：Sound Rize）は、テレビドラマや映画、CMなどの録音及び音声事業、またMA・編集等のポストプロダクション事業をする会社。

## 役員
- 代表取締役社長：下元徹
- 取締役：平直樹、下代宗太郎、山根剛
- 監査役：山根真弓

## 所属スタッフ
録音技師
- 下元徹（代表者）
- 平直樹（取締役）
- 下代宗太郎（取締役）
- 山根剛（取締役）
- 遠藤和生（宮永サウンド→）
- 堀江二郎
- 村上洋祐
- 尾上啓太
- 蟻川真矢

録音技師兼MA
- 関口浩平

### 元所属スタッフ
- 板寺昇（前代表者）

## 主な作品

### 動画配信
凡例
太字：現在アーカイブで配信されている作品、これから配信する予定の作品。